# دينيس ميلار
دينيس ميلار (بالإسبانية: Denís Milar)‏ مواليد 20 يونيو 1952 في مونتفيدو، هو لاعب كرة قدم أوروغوياني سابق كان يلعب كمهاجم. سبق له أن لعب في كأس العالم لكرة القدم مع منتخب بلاده.

## المسيرة الاحترافية

### أندية لعب لها
- نادي ليفربول (مونتفيدو)
- نادي غرناطة
- ناسيونال مونتيفيديو

## روابط خارجية
- دينيس ميلار على موقع قاعدة بيانات كرة القدم.إي يو (الإنجليزية)
- دينيس ميلار على موقع ناشيونال فوتبول تيمز (الإنجليزية)
- دينيس ميلار على موقع Soccerway.com (الإنجليزية)
- دينيس ميلار على موقع عالم كرة القدم.نت (الإنجليزية)